# ألكسندر ميخائيلوفيتش زايتسيف
ألكسندر ميخائيلوفيتش زايتسيف (الروسية: Алекса́ндр Миха́йлович За́йцев)‏ (2 يوليو 1841 - 1 سبتمبر 1910) هو عالم كيمياء روسي من قازان. تخصص في دراسة المركبات العضوية، ووضع قاعدة زايتسيف، التي تنبأت بتكوين مركبات بتفاعل الحذف. كما اكتشف لأول مرة مركب جاما هيدروكسي بيوتيريت.